# Eois viridiflava
Eois viridiflava là một loài bướm đêm trong họ Geometridae.